# Lycée Fénelon (Paris)
Ne doit pas être confondu avec Lycée Fénelon Sainte-Marie.
Pour les articles homonymes, voir Lycée Fénelon.
Le lycée Fénelon est un établissement d'enseignement secondaire et supérieur du Quartier latin dans le 6e arrondissement de Paris.
Cette institution, premier lycée de filles parisien, a été fondée en 1883 dans des bâtiments datant du XVIIIe siècle pour préparer ses élèves au concours de l'École normale supérieure. Son nom est celui de Fénelon, archevêque de Cambrai et écrivain français qui avait traité dans ses écrits le sujet de l'éducation des femmes. Il est devenu mixte en 1979 et en 1968 pour les classes préparatoires.
Le lycée Fénelon fait partie des sept établissements de France métropolitaine à accueillir l'option musique de la section A/L des classes préparatoires littéraires.

## Historique
Au XVIIIe siècle, le bâtiment qui abrite aujourd'hui le lycée était un luxueux hôtel particulier, l'hôtel de Villayer, où se réunissaient des savants des Lumières. Son dernier propriétaire le vendit à l'État en 1883, qui en fit le premier lycée de jeunes filles de Paris. Alors que la plupart des nouveaux lycées de garçons de l'époque sont construits ex nihilo, donnant naissance à des bâtiments au style monumental, les lycées de jeunes filles, comme le lycée Fénelon, réinvestissent souvent d'anciens bâtiments. Par ailleurs, l'emplacement de ce premier lycée féminin de la capitale n'est pas anodin, à proximité du Quartier latin, là où se concentrent les lycées historiques masculins de Paris.

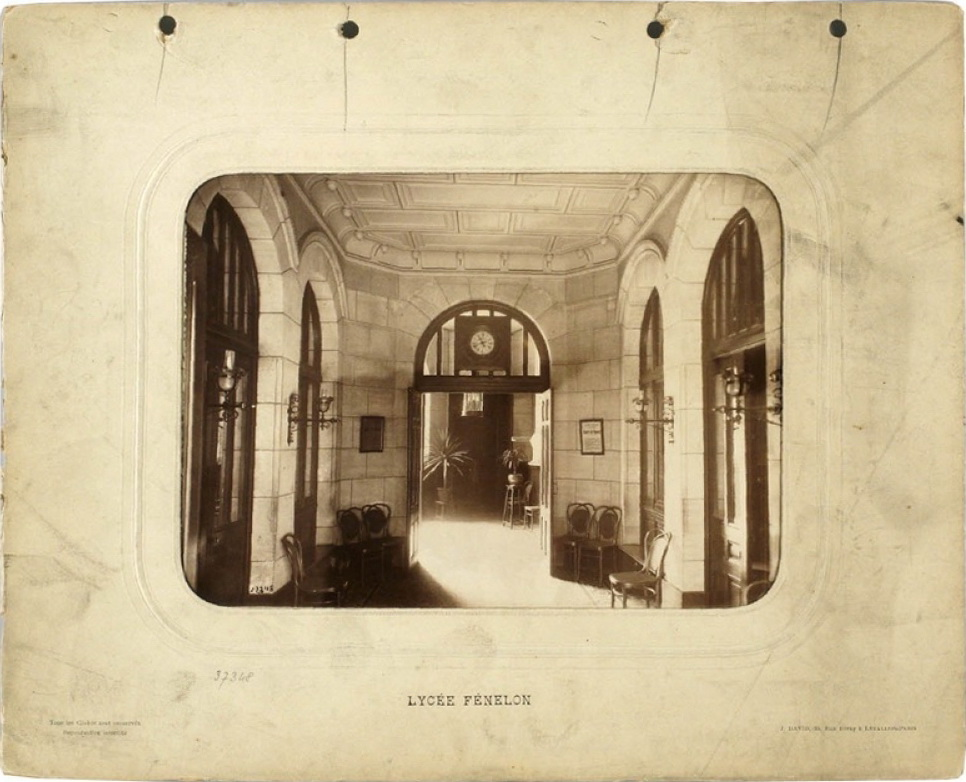
L'entrée du lycée photographiée par Jules David, ca. 1905.

Dès ses débuts, le lycée Fénelon prépare les filles à entrer à l'École normale supérieure de jeunes filles (ENSJF), située à Sèvres jusqu'en 1940, et qui fusionne avec celle de la rue d'Ulm (pour les garçons) en 1985. Il gagne rapidement une renommée importante par la qualité de l'enseignement prodigué[réf. nécessaire]. Aujourd'hui, les effectifs sont composés de plus d'un tiers de garçons.
La Société des agrégées y est fondée en 1920. Professeure à Fénelon, Élisabeth Butiaux en devient la première présidente.

### Initiatives pédagogiques et technologiques

#### Années 1970
En 1974, dans un objectif novateur d'initiation à l'informatique des élèves et enseignants intéressés, le lycée Fénélon, à Paris, fut éligible à l'opération ministérielle dite « Expérience des 58 lycées » : utilisation de logiciels ainsi qu'enseignement de la programmation d'ordinateurs en langage LSE, en club informatique de lycée,, pour 58 établissements de l’enseignement secondaire. À cet effet, dans une première phase, quelques professeurs du lycée, enseignants de diverses disciplines, furent préalablement formés à la programmation informatique. Puis, dans une seconde phase, l'établissement fut doté d'un ensemble informatique en temps partagé comprenant : un mini-ordinateur français Télémécanique T1600 avec disque dur, un lecteur de disquettes 8 pouces, plusieurs terminaux écrans claviers Sintra TTE, un téléimprimeur Teletype ASR-33 (en) et le langage LSE implémenté ; tous ces moyens ayant permis de mettre en œuvre sur le terrain cette démarche expérimentale, avec du matériel informatique ultra-moderne pour l'époque.

### Classement du lycée
En 2018, dans un classement établi par L'Express, le lycée se place en 34e position sur 108 au niveau départemental quant à la qualité d'enseignement, et 121e sur 2277 au niveau national. Le classement s'établit sur trois critères : le taux de réussite au bac, la proportion d'élèves de première qui obtient le baccalauréat en ayant fait les deux dernières années de leur scolarité dans l'établissement, et la valeur ajoutée (calculée à partir de l'origine sociale des élèves, de leur âge et de leurs résultats au diplôme national du brevet).
En 2024, il est classé comme le 14e meilleur lycée de Paris et le 22e meilleur lycée au niveau national par L'Internaute.

## Bâtiments
Le bâtiment principal du lycée Fénelon est situé au 2, rue de l'Éperon. L'annexe du lycée est située non loin, au 13, rue Suger.
Historiquement, l'annexe, de construction plus récente (début du XXe siècle dans le style Jules Ferry) que le bâtiment principal, est principalement utilisée par les lycéens.
Le bâtiment principal contient une aile de l'ancien hôtel de Villayer datant du XVIIIe siècle avec la majeure partie de l'administration, les salles historiques de l'ancien hôtel particulier, dont certaines sont classées aux monuments historiques, et les laboratoires de travaux pratiques. Les autres ailes encadrant la cour d'honneur sont composées des salles de classe, de salles de sciences et d'informatique ainsi que de la bibliothèque. Historiquement ce sont les élèves des classes préparatoires qui utilisent principalement ce bâtiment.
Les fresques du réfectoire ont été peintes par Albert Dagnaux.
La salle des professeurs, ainsi que le bureau du proviseur, sont inscrits à l'inventaire des Monuments historiques.

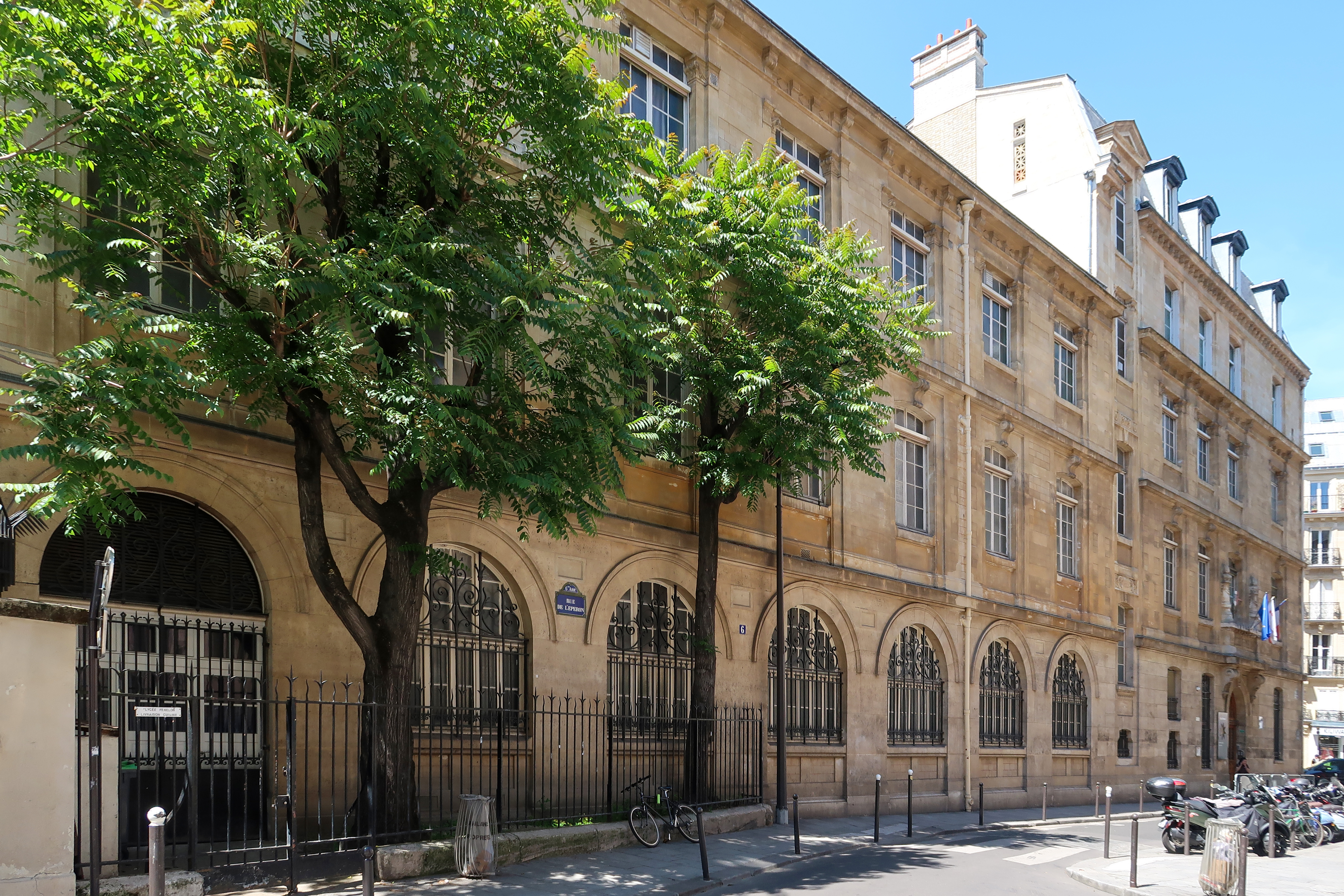
Vue générale de l'entrée principale.
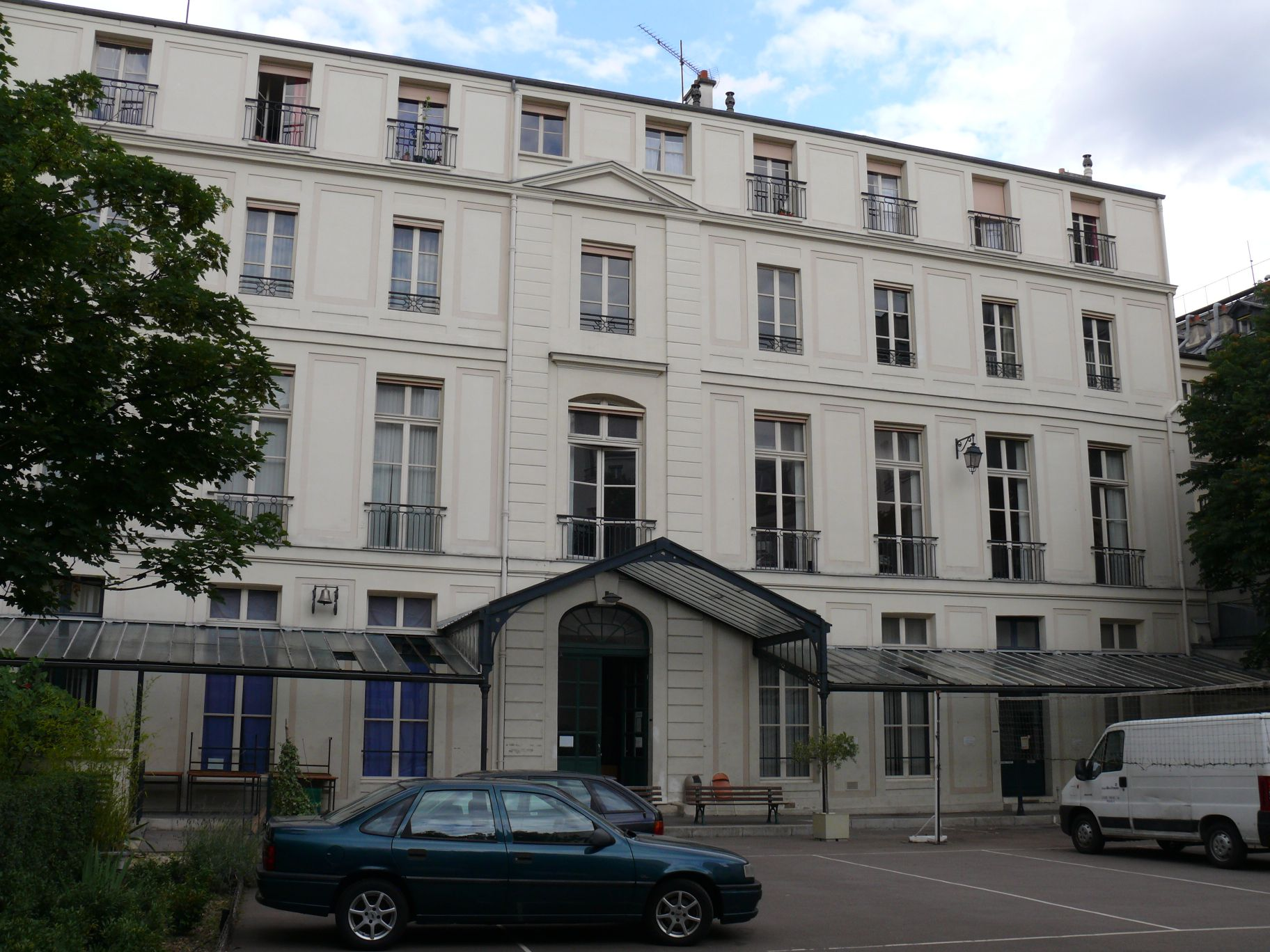
Le bâtiment principal.
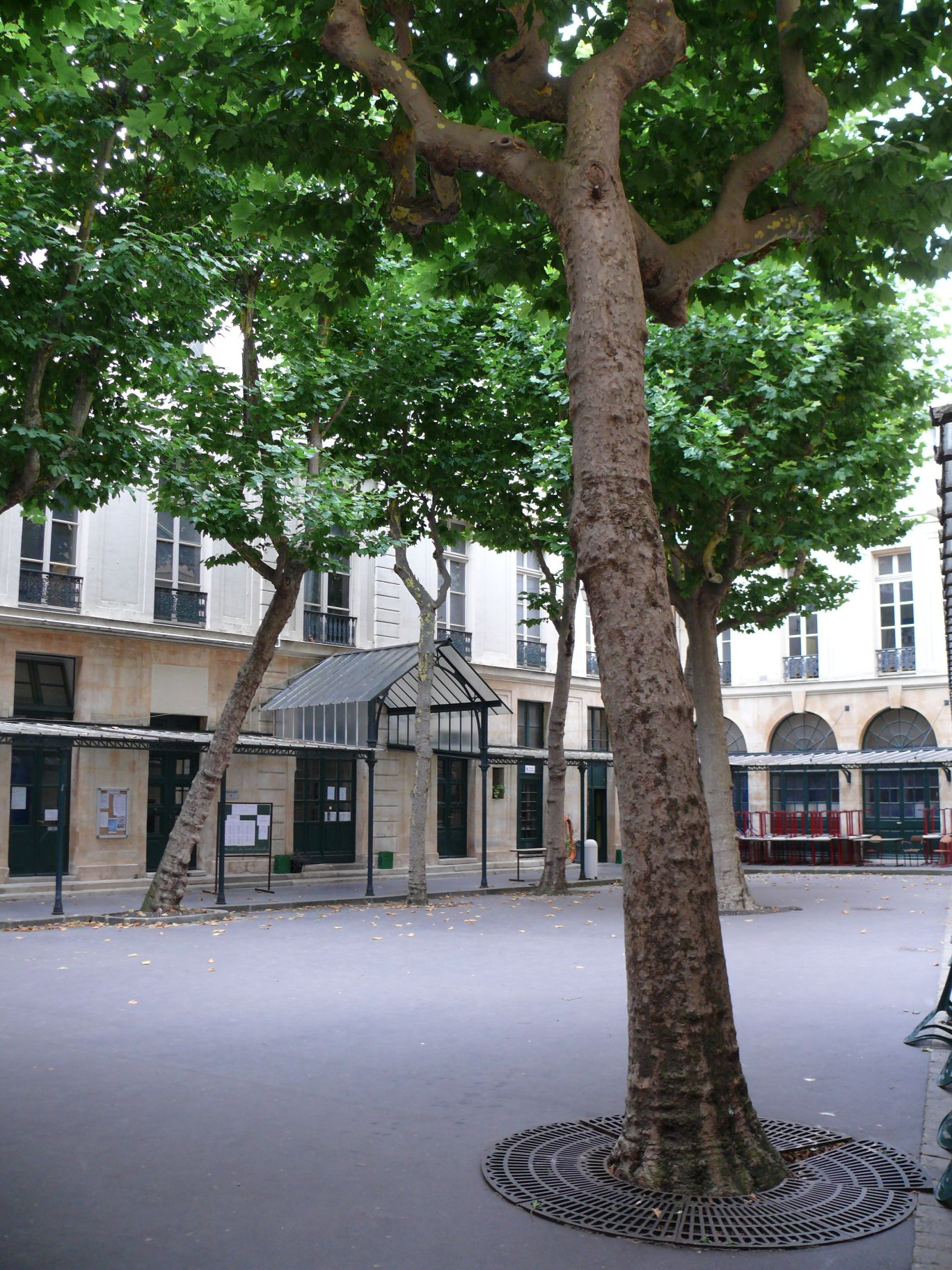
La cour et ses platanes.
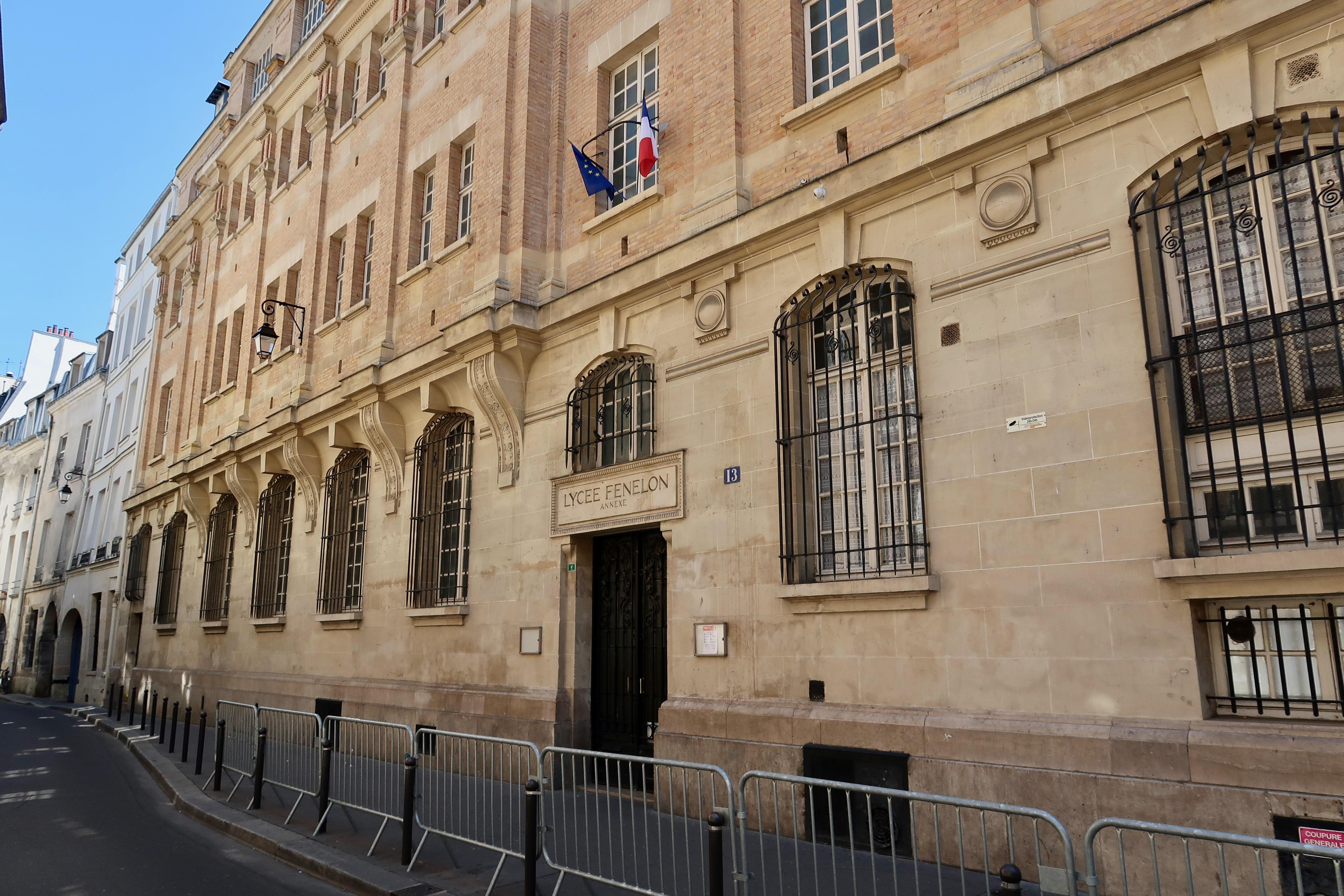
L'annexe.
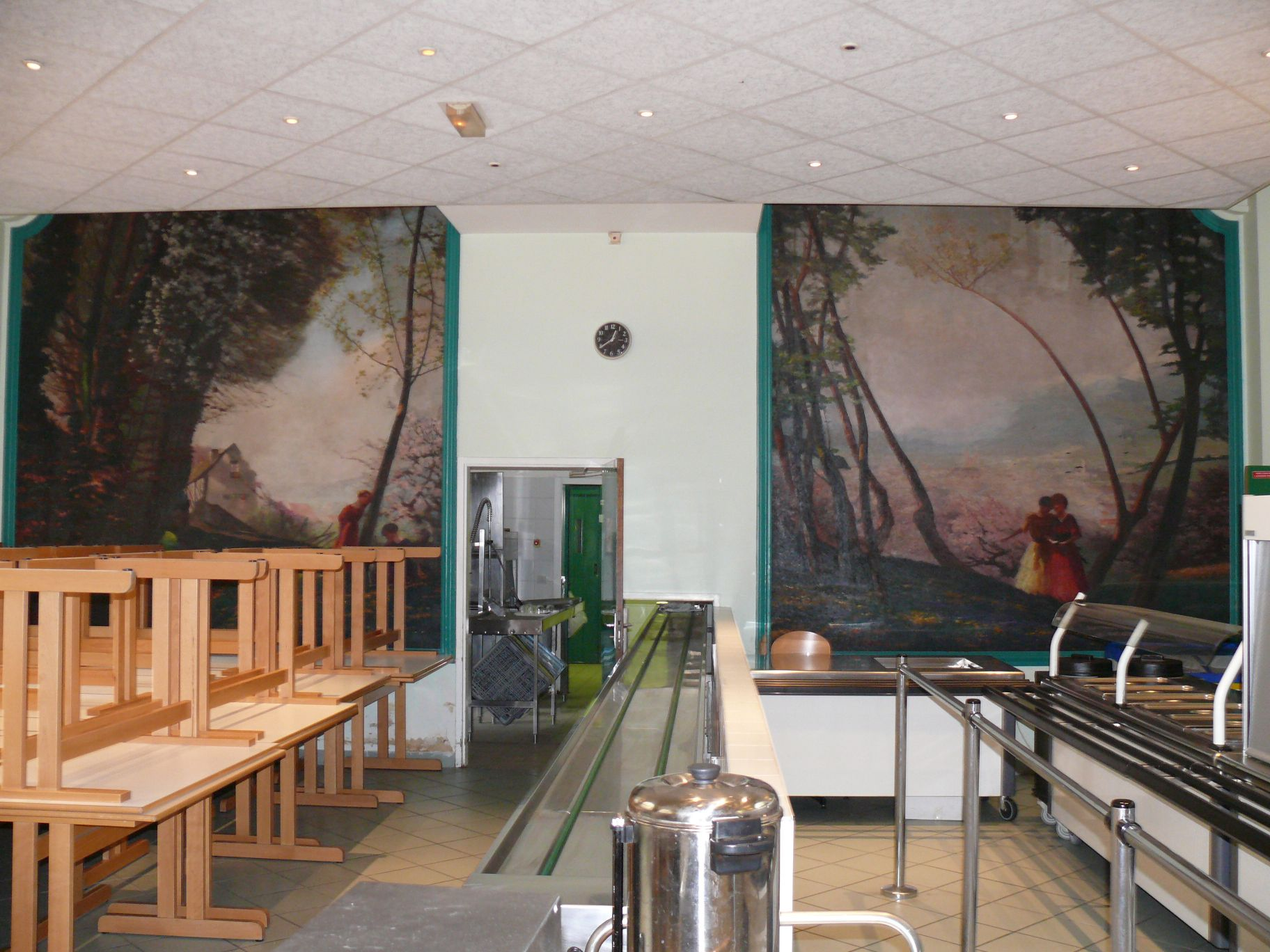
Le réfectoire et ses fresques.

## Classes
Le lycée Fénelon comporte :

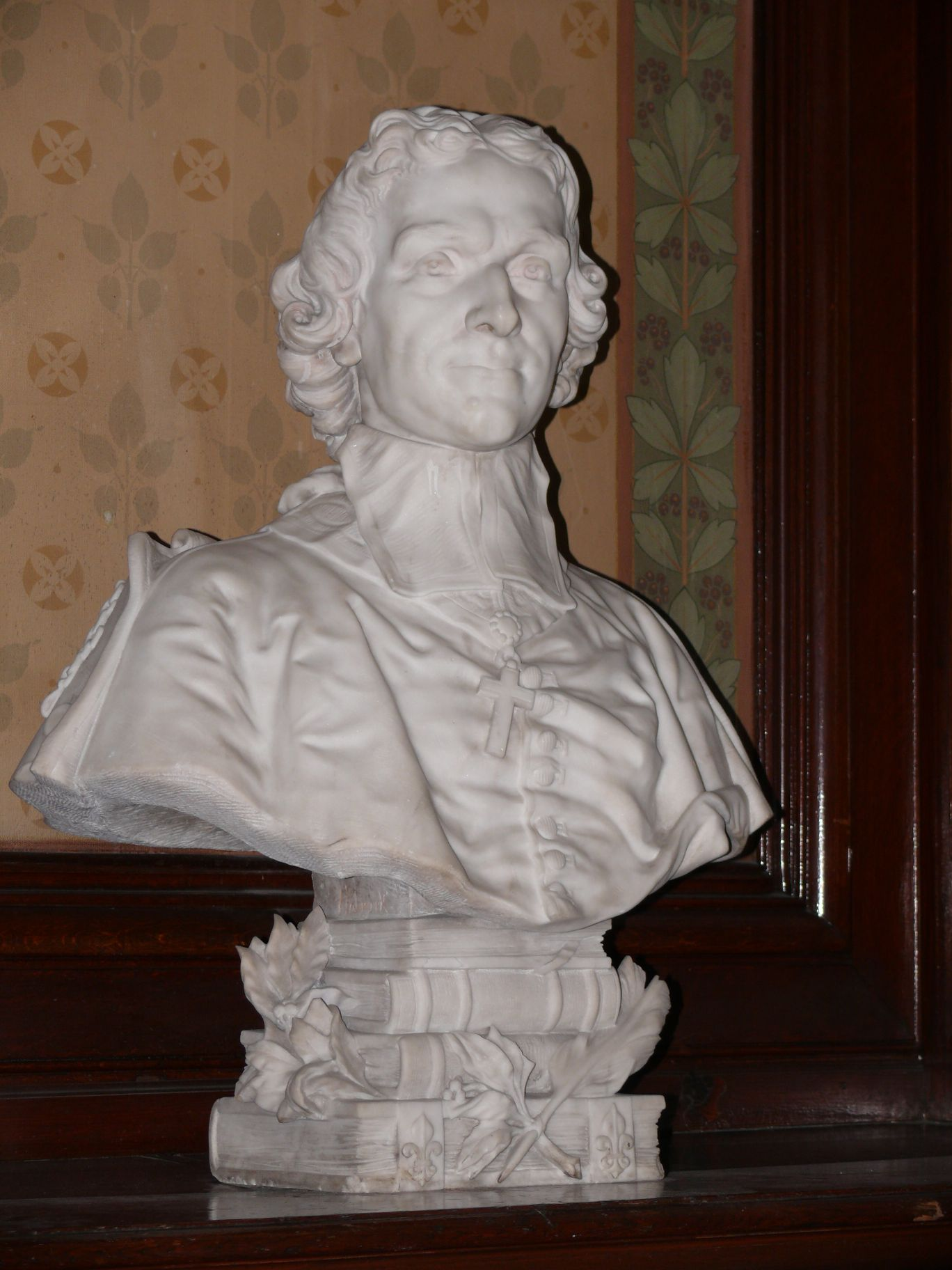
Buste de Fénelon dans le parloir.

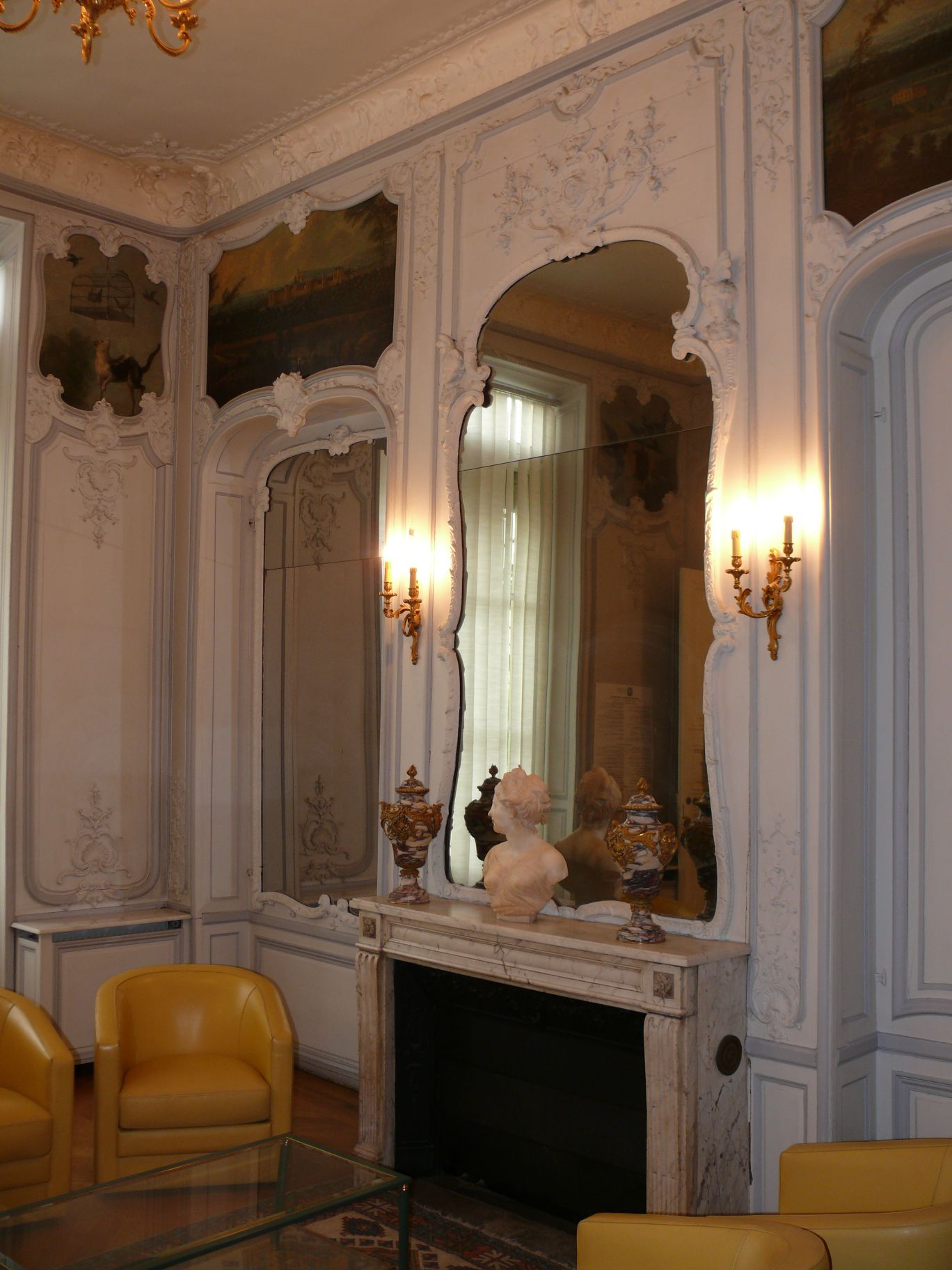
La salle des professeurs.

- des classes de lycée (Spécialités : AMC (Anglais monde contemporain), HLP (Humanités, littérature et philosophie), HGGSP (Histoire-géographie, géopolitique et sciences politiques), SES (Sciences économiques et sociales), SVT (Sciences de la vie et de la Terre),Physique-chimie et Mathématiques) : 5 classes de seconde générale, 5 classes de première et 5 classes de terminale.
- des classes préparatoires de première année : 2 MPSI, 1 PCSI, 1 BCPST, 3 hypokhâgnes.
- des classes préparatoires de seconde année : 2 MP (dont une MP*), 1 PC*, 1 BCPST, 2 khâgnes classiques et 2 khâgnes modernes. Les classes de khâgne ont une réputation établie de longue date, et des résultats parmi les meilleurs au niveau national aux concours des Écoles normales supérieures.
- Les khâgnes proposent les options histoire-géographie, lettres, philosophie, anglais, allemand, italien, espagnol, russe, chinois, lettres classiques, théâtre et musique.

L'effectif total varie entre 1 100 et 1 200 élèves.

### Classements des CPGE
Le classement national des classes préparatoires aux grandes écoles (CPGE) se fait en fonction du taux d'admission des élèves dans les grandes écoles.
En 2015, L'Étudiant donnait le classement suivant pour les concours de 2014 :
| Filière | Élèves admis dans une grande école* | Taux d'admission* | Taux moyen sur 5 ans | Classement national | Évolution sur un an |
| --- | ----------------------------------- | ----------------- | -------------------- | ------------------- | ------------------- |
| Khâgne A/L | 5 / 84 élèves                       | 6 %               | 8 %                  | 7e sur 41           | 2                   |
| Khâgne LSH | 21 / 116 élèves                     | 18 %              | 24 %                 | 3e sur 73           | =                   |
| MP / MP* | 6 / 86 élèves                       | 7 %               | 9 %                  | 38e sur 114         | 5                   |
| PC / PC* | 5 / 38 élèves                       | 13 %              | 19 %                 | 17e sur 110         | 8                   |
| BCPST | 28 / 47 élèves                      | 60 %              | 47 %                 | 11eex-æquo sur 53   | 11                  |
| Source : Classement 2015 des prépas - L'Étudiant (Concours de 2014). * le taux d'admission dépend des grandes écoles retenues par l'étude. En khâgnes, ce sont l'ENSAE, l'ENC,les 3 ENS, et 5 écoles de commerce qui ont été retenues. En filières scientifiques, c'est un panier de 11 à 17 écoles d'ingénieurs qui a été retenu selon la filière (MP, PC, PSI, PT ou BCPST). |                                     |                   |                      |                     |                     |

Pour la session 2015, le lycée Fenelon a intégré vingt-neuf élèves à l'ENS-Lyon et quatre à l'ENS-Ulm. En 2024, sa khâgne classique a intégré cinq élèves à l'ENS-Ulm et quatre à l'ENS-Lyon.

## Accès
Ce site est desservi par la station de métro Odéon (lignes 4 et 10) et la station de métro et de RER Saint-Michel (lignes 4, B et C).

## Personnalités liées au lycée

### Professeurs
- Michel Alexandre (1888-1952), philosophe. Professeur de chaire supérieure.
- Simone de Beauvoir (1908-1986), philosophe et écrivain. Professeur de philosophie en première supérieure.
- Hélène Cartan (1917-1952), mathématicienne.
- Marcel Déat, homme politique.
- Luce Langevin (1899-2002), physicienne. Professeur de physique et chimie.
- Henri Peña-Ruiz, philosophe. Professeur de chaire supérieure.
- Jacques Scheibling, géographe. Professeur honoraire de chaire supérieure.
- Solange Bied-Charreton, femme de lettres et journaliste. Professeur de français.
- Francette Lazard, femme politique. Professeur d'histoire-géographie.
- Dina Dreyfus (1911-1999), professeur de philosophie.
- Janine Méary (1918-2008), professeur de latin
- Maurice Goldring, professeur d'anglais
- Geneviève Bianquis (1886-1972), professeur d'allemand

### Élèves
- Nathalie Sarraute (1900-1999), écrivain[22]
- Dominique Aury (1907-1998), écrivain[23]
- Ginette Mathiot (1907-1998), gastronome, auteur du best-seller Je sais cuisiner[24]
- Simone Weil (1909-1943), philosophe[25]
- Hélène Solomon-Langevin (1909-1995) résistante et femme politique[26]
- Louise Bourgeois (1911-2010), artiste sculpteur et plasticienne[27]
- Violette Nozière (1915-1966), parricide[28]
- Juliette Benzoni (1920-2016), écrivain de romans historiques et scénariste française
- Geneviève Pastre (1924-2012), écrivain et militante
- Françoise Héritier (1933-2017), anthropologue, ethnologue
- Assia Djebar (1936-2015), écrivain[29]
- Francesca Yvonne Caroutch (1936-), écrivain, spécialiste du Tibet
- Maryse Condé (1937-2024), écrivain[30]
- Michèle Battut (1946-), artiste peintre et lithographe
- Philippe Marland (1947-), haut fonctionnaire
- Nicolas Hulot (1955-), journaliste, militant écologiste et homme politique[31]
- Caroline de Monaco (1957-), fille du prince Rainier III et de la princesse Grace de Monaco
- Denis Podalydès (1963-), acteur, sociétaire de la Comédie-Française.
- Olivier Py (1965-), dramaturge et metteur en scène
- Jonathan Littell (1967-), écrivain
- Hakim Karoui (1971-), politologue
- Chiara Mastroianni (1972-), actrice
- Vanessa Springora (1972-), éditrice et écrivaine
- Melvil Poupaud (1973-), acteur
- Jul (1974-), dessinateur
- Gisèle Vienne (1976-), chorégraphe, plasticienne et metteuse en scène
- Édouard Geffray (1978-), haut fonctionnaire
- Katell Quillévéré (1980-), réalisatrice et scénariste
- Constance Rivière (1980-), haut fonctionnaire et militante politique
- Leïla Slimani (1981-), prix Goncourt 2016[32].
- Louis Garrel (1983-), acteur
- Charlotte Casiraghi[33] (1986-), fille de Caroline de Monaco
- Anne Akrich (1986-), romancière et essayiste française
- Christine and the Queens (1988-), chanteur, pianiste, auteur-compositeur-interprète

## Liste des proviseurs
- 1883-1913 : Cécile Provost
- 1913-1922 : Marguerite Kuss
- 1922-1930 : Anna Caron
- 1930-1943 : Marie Elichabe
- 1943-1954 : Marie-Thérèse Laignel
- 1954-1958 : Jeanne Grillet
- 1958-1964 : Eva Cervoni
- 1964-1978 : Bluette Solon
- 1978-1995 : Marguerite Gentzbittel (d)
- 1995-1998 : Colette Woycikowska (d)
- 1998-2000 : Jean-Pierre Berland
- 2000-2006 : Martine Valette
- 2006-2016 : Jean-Jacques Courtiau
- 2016-2017 : Véronique Redini
- 2017-2018 : Patrick Rouil
- 2018-2021 : Stéphanie Motta Garcia
- Depuis 2021 : Nicolas Bray

## Dans la culture
Il est fait référence, à deux ou trois reprises, au lycée dans l'œuvre autobiographique Enfance de Nathalie Sarraute. L'ouvrage s'achève au moment où la jeune fille entre au collège.